# Lao Bảo
Lao Bảo is een grensdorp in het district Hướng Hóa in de Vietnamese provincie Quảng Trị, een van de provincies in de Vietnamese regio Centraal-Vietnam. Het dorp ligt in het westen van de provincie en heeft via de Quốc lộ 9A verbinding met de rest van de provincie. Lao Bảo ligt tegen de grens met Laos.
Lao Bảo heeft ongeveer 30.000 inwoners die veelal werken in Lao Bảo zelf. Lao Bảo profiteert van de geografische ligging. Veel handel vanuit Laos komt via Lao Bảo Vietnam binnen. Hierdoor is het gemiddelde inkomen in Lao Bảo ook hoger dan de rest van de provincie.
Bij Lao Bảo stroomt ook de Xê Pôn, die hier de grensrivier met Laos vormt.